# Willis Augustus Lee
Willis Augustus « Ching » Lee, Jr. (né le 11 mai 1888 et mort le 25 août 1945) est un vice-amiral de l'United States Navy qui s'est illustré durant la Seconde Guerre mondiale. Willis A. Lee commande la Task Force 64 de la flotte américaine pendant la dernière nuit de la bataille navale de Guadalcanal (14-15 novembre 1942) et son navire amiral, l'USS Washington coule en quelques minutes le cuirassé rapide japonais Kirishima. Cette victoire met fin aux tentatives des Japonais pour déloger les forces américaines de Guadalcanal, et constitue un tournant décisif dans la bataille de Guadalcanal et dans la guerre du Pacifique elle-même. Il a ensuite commandé les cuirassés modernes de la Flotte américaine du Pacifique jusqu'en mai 1945. Il meurt d'une crise cardiaque une semaine avant la cérémonie de capitulation de l'empire du Japon.
Willis A. Lee avait été un champion de tir sportif. Il a remporté sept médailles lors des Jeux olympiques de 1920 avec son coéquipier Lloyd Spooner, un record ayant perduré pendant soixante ans.

## Carrière
Willis A. Lee est né dans la ville rurale de Natlee dans le Comté d'Owen (Kentucky), le 11 mai 1888. Il intègre l'Académie navale d'Annapolis en 1904. Son patronyme à consonance chinoise, et son intérêt pour l'Extrême Orient lui valent au sein de l'Académie le surnom de « Ching ».

### Avant la Seconde guerre Mondiale
Il rejoint l’équipe de tir de l’Académie. Il est assigné à l’USS Idaho d’octobre 1908 à mai 1909 avant de retourner à l’Académie navale et rejoindre à nouveau l’équipe de tir. De novembre 1909 à mai 1910, il sert à bord du croiseur protégé USS New Orleans (CL-22) avant d'être transféré sur la canonnière USS Helena (PG-9). Avant son détachement, il a rejoint une troisième fois l’équipe de tir de l’Académie. En juillet 1913, il retourne sur l’USS Idaho avant d’être transféré sur l’USS New Hampshire pour participer à l’occupation américaine de Veracruz.
Pendant la Première Guerre mondiale, Willis A.Lee embarque sur les destroyers USS O'Brien (DD-51) et USS Lea (DD-118). En 1919, il est le second du ravitailleur de sous-marins USS Bushnell, dans la Flotte de l'Atlantique.

#### Aux Jeux Olympiques d'Anvers en 1920
Lee est en lice dans quatorze épreuves de tir aux Jeux olympiques d'été de 1920 d'Anvers. Il remporte sept médailles (cinq d'or, une d'argent et une de bronze), toutes lors d'épreuves en équipe. Ses coéquipiers pour ces différentes épreuves sont Dennis Fenton, Lawrence Nuesslein, Arthur Rothrock, Oliver Schriver, Morris Fisher, Carl Osburn, Lloyd Spooner, et Joseph Jackson.
Lee et Spooner terminent ces Jeux olympiques avec sept médailles chacun. Il faudra attendre le gymnaste soviétique Alexander Dityatin lors des Jeux olympiques d'été de 1980 pour voir ce record battu.
| Épreuve                                             | Résultat |
| --------------------------------------------------- | -------- |
| Petite carabine à 50 m par équipes                  | Or       |
| Carabine libre par équipes                          | Or       |
| Carabine libre couché à 300 m par équipes           | Or       |
| Carabine libre à 600 m par équipes                  | Or       |
| Carabine libre à 300+600 m par équipes              | Or       |
| Carabine libre couché à 300 m par équipes           | Argent   |
| Tir au cerf courant coup simple à 100 m par équipes | Bronze   |
| Tir au cerf courant coup double à 100 m par équipes | 4e       |

#### Entre-deux-guerres
Willis A. Lee en 1920-21 commande des destroyers, les USS Fairfax (DD-93) et William B. Preston (DD-341), puis après deux ans à l'arsenal de New York, il rejoint le navire auxiliaire Antares (AG-10), puis commande le destroyer USS Lardner (DD-286). Il suit les cours de l'École de Guerre Navale (Naval War College) au printemps 1929. En 1929-1930, il est Inspecteur de l'Artillerie à l'usine d'artillerie navale de Baldwin, à Long Island, puis rejoint la Direction de la Formation de la Flotte au Bureau du Chef des Opérations Navales en 1930-1931. Il alterne ensuite le temps où il est embarqué, de 1931 à 1933 sur le cuirassé USS Pennsylvania, navire amiral de la Flotte des États-Unis, dont il est officier directeur de tir, et le temps où il est affecté à la Direction de la Formation de la Flotte, comme chef de la section Canonnage, de 1933 à 1935, puis chef de la section Tactique, en 1935-1936.

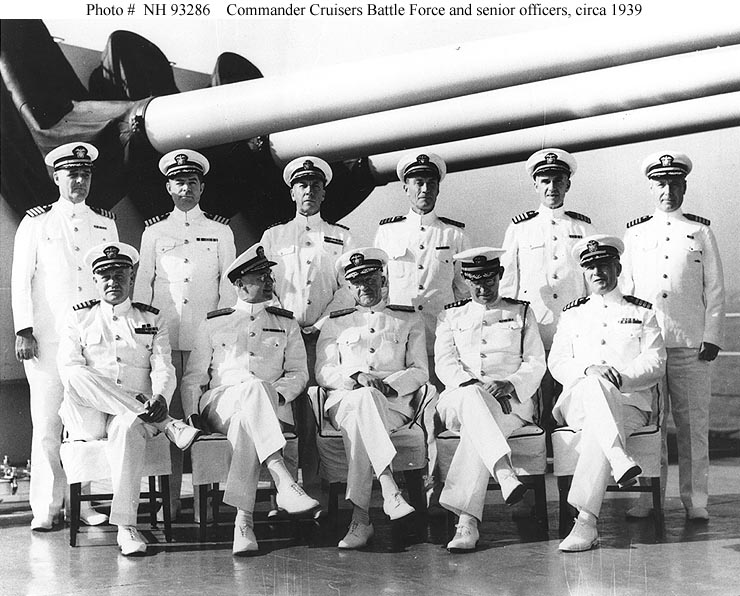
Le captain W. A. Lee (assis, 2e à droite), au sein de l'état-major de l'amiral Stark, en 1939

Promu captain en 1936, il commande le croiseur léger USS Concord jusqu'en juin 1938, puis il rejoint l'état-major du commandant des Croiseurs de la Force de Bataille, le contre-amiral Stark, dont il est le chef d'état-major de décembre 1938 à mai 1939. En juin 1939, il rejoint une fois encore la Direction de la Formation de la Flotte, comme adjoint au directeur et en assume la direction à partir de janvier 1941.

### Pendant la Guerre du Pacifique
En février 1942, Willis A. Lee est nommé adjoint du chef d'état-major du Commandant-en-Chef de la Flotte des États-Unis, l'amiral King, nouvellement nommé. Il est promu contre-amiral le 27 mars.
En août 1942, le contre-amiral Lee est nommé commandant de la 6e Division de Cuirassés (BatDiv6), composée de l'USS Washington et de l'USS South Dakota. Venant de l'Atlantique nord, où il a participé aux escortes des convois vers l'U.R.S.S. jusqu'en juillet, l'USS Washington arrive aux Tonga à la mi-septembre, et le contre-amiral Lee y met sa marque. Après les dégâts subis par l'USS North Carolina, torpillé le 15 septembre, l'USS Washington est alors le seul cuirassé moderne opérationnel dans le Pacifique, jusqu'à l'arrivée de l'USS South Dakota à la mi-octobre.
« Ching » Lee portait des lunettes, ce qui est rare pour un officier de marine et lui donnait l'apparence d'un homme paisible, savant, mais c'était un champion du tir au fusil, on l'a vu plus haut, et c'était aussi quelqu'un d'une haute intelligence et innovateur. Il acceptait l'idée que les cuirassés n'étaient plus le “capital ship” des flottes modernes, plutôt de meilleur gré que nombre de ses collègues amiraux, mais il craignait que l'utilisation constante des cuirassés pour la protection anti-aérienne des porte-avions les laissât mal entrainés pour un combat de surface de nuit.
Intégré dans une Task Force indépendante (la TF 64), à la Bataille des îles Santa Cruz, fin octobre 1942, l'USS Washington n'a pas apporté au porte-avions USS Hornet une protection aussi efficace que celle apportée à l'USS Enterprise par l'USS South Dakota, intégré dans la TF 16.

#### À la bataille de Guadalcanal

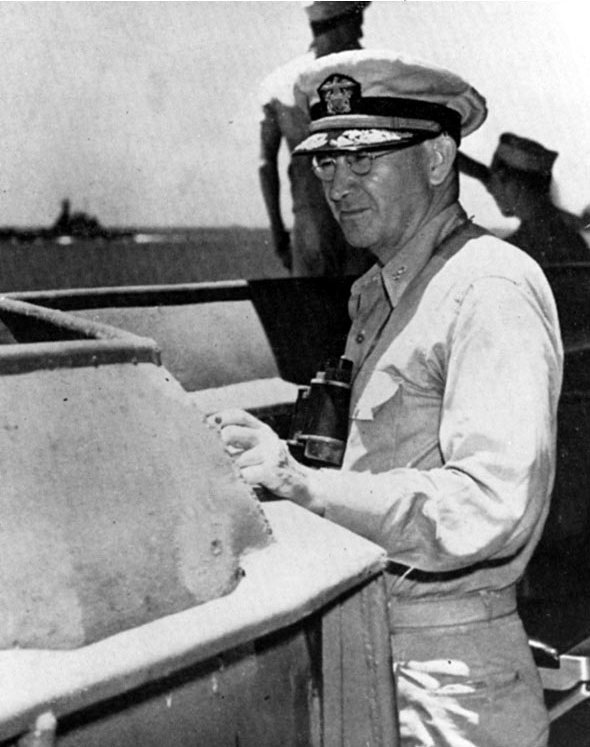
Le contre-amiral Lee à bord du cuirassé, en 1942-43

Quinze jours après la bataille d'Henderson Field qui avait été un sanglant échec japonais, à peu près simultané à la bataille des îles Santa Cruz, une nouvelle attaque japonaise s'est préparée, consistant à acheminer un important convoi de renforts, sous la protection rapprochée de la 2e escadre de destroyers du contre-amiral Tanaka. La protection éloignée devait être assurée par les croiseurs lourds de la 8e Flotte du vice-amiral Mikawa, et par les grands bâtiments de la 2e Flotte du vice-amiral Kondō, en particulier les deux cuirassés rapides Hiei et Kirishima du vice-amiral Abe dont l'objectif était de bombarder Henderson Field et d'y détruire l'aviation qui y était basée, pour faciliter l'approche du convoi. Mais dans le même temps arrivait un convoi de renforts américains, escorté par deux croiseurs lourds , un grand croiseur léger et deux croiseurs légers anti-aériens.
Avertis de l'approche des forces japonaises, les bâtiments américains se sont portés à la rencontre des forces japonaises dans la nuit du 12 au 13 novembre. Une rencontre violente et confuse a eu lieu dans le détroit entre l'île de Savo et Guadalcanal, dit « le détroit au fond de ferraille » (Ironbottom Sound), tant y étaient nombreuses les épaves de navires coulés depuis le début d'août. Du côté américain, les deux croiseurs lourds sont gravement endommagés, les deux croiseurs anti-aériens et trois destroyers sont coulés, les contre-amiraux présents, Callaghan et Scott sont tués. Du côté japonais, le cuirassé rapide Hiei est si gravement endommagé que les navires japonais se retirent sans bombarder Henderson Field. L'aviation américaine qui y est basée achève, dans la journée du 13 novembre, le cuirassé rapide avarié et coule six transports du convoi de renforts.
Le soir même, le vice-amiral Mikawa revient avec quatre croiseurs lourds, et bombarde le terrain Henderson, mais l'aviation américaine qui y est basée, renforcée de l'aviation embarquée de l'USS Enterprise qui est parvenu à portée, coule un croiseur lourd, en endommage deux autres dans la matinée du 14 novembre. Pour en finir, l'amiral Yamamoto avait ordonné au vice-amiral Kondo de retourner bombarder Henderson Field, et ce dernier est reparti de l'atoll d'Ontong Java vers Guadalcanal, avec le Kirishima, accompagné de l'Atago, portant sa marque, du Takao, de deux croiseurs légers et de destroyers. Mais de son côté, le contre-amiral Lee a quitté Nouméa dans la journée du 13, pour rejoindre Guadalcanal, avec l'USS Washington, portant sa marque, l'USS South Dakota et quatre destroyers.

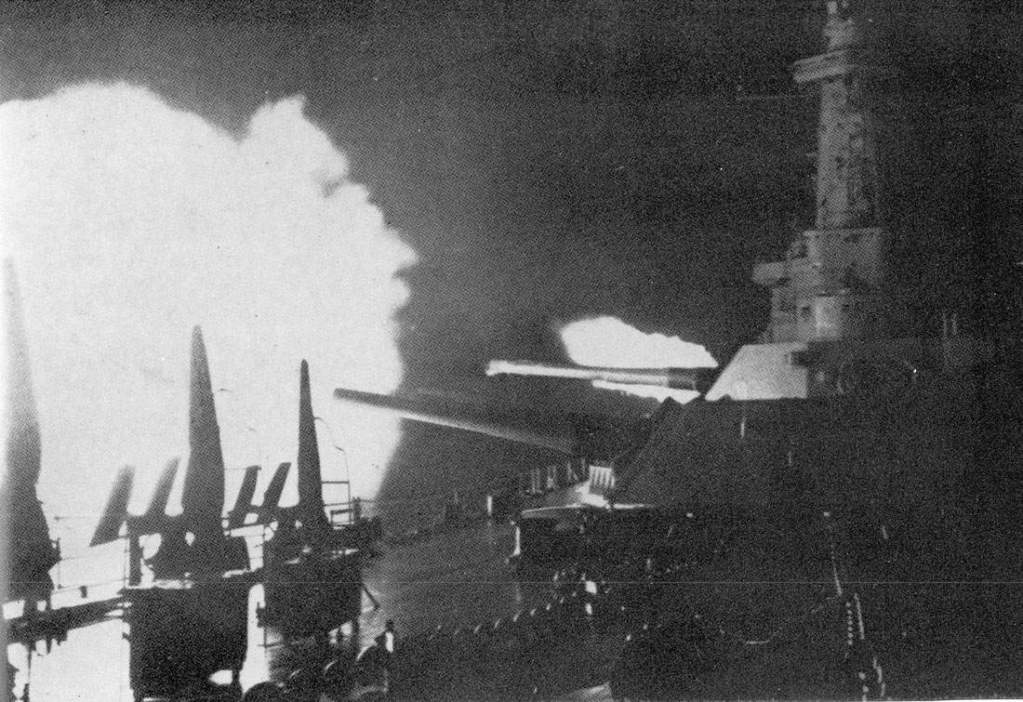
L'USS Washington tire sur le Kirishima dans la nuit du 14 au 15 novembre. On remarquera la faible élévation des pièces

Une nouvelle rencontre a lieu, dans la nuit du 14 au 15 novembre 1942, au même endroit que deux jours plus tôt.
Le contre-amiral Lee, qui « s'y connaît mieux en radar que les opérateurs radar »,, utilise le radar SG installé sur l'USS Washington pour diriger sa flotte durant la nuit, avec succès. Il engage le croiseur léger Sendai, que le contre-amiral Hashimoto qui y a sa marque replie aussitôt derrière un écran de fumée, puis le combat s'engage entre les destroyers, où les marins japonais ont l'avantage, grâce à leur expérience du combat de nuit et à la supériorité de leurs torpilles de 610 mm de diamètre, les fameuses Longues Lances, deux des quatre destroyers de l'escorte des cuirassés américains sont coulés, et un troisième endommagé. L'USS South Dakota se trouve un moment en difficulté, lorsque survient une panne générale de ses circuits électriques, tandis qu'il est canonné par le Kirishima. Mais l'USS Washington n'a pas été repéré par la veille optique japonaise. Le contre-amiral Lee lance à la radio « Ici Ching Chong Lee, tenez vous à l'écart ! Je vais passer au travers ! ». En quelques minutes, à une distance de 8 000 mètres, l'USS Washington, dont le tir est réglé d'après les indications du radar, atteint le Kirishima de neuf obus de 406 mm, et le réduit à l'état d'épave. Le vice-amiral Kondo retire aussitôt ses croiseurs lourds vers le nord, laissant ses petits bâtiments recueillir les rescapés.

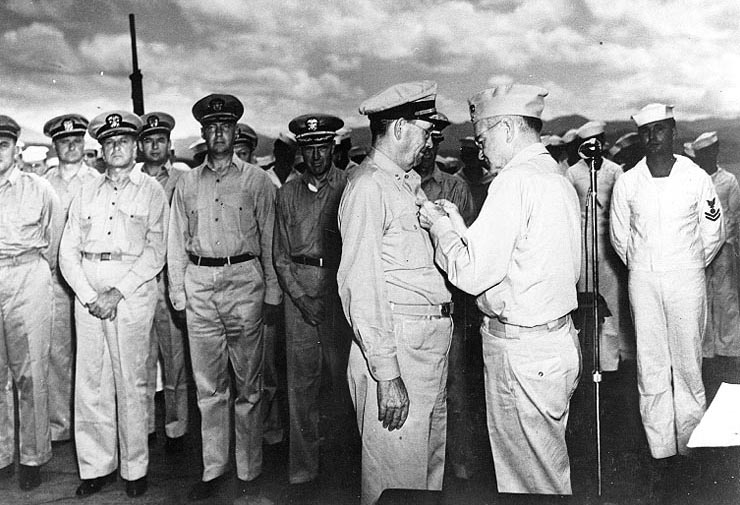
L'amiral William F. Halsey remet au contre-amiral Lee la Navy Cross pour son action lors de la bataille navale de Guadalcanal.

L'amiral King conclut « Well done ! ». « Ching » Lee a sobrement commenté : « Nous avons réalisé alors et cela ne devrait pas être oublié maintenant, que notre entière supériorité a été due presque entièrement à notre possession du radar. C'est certain, nous n'avions aucune marge de supériorité sur les Japonais en expérience, en dextérité, en formation, ou en performance du personnel. »
En janvier 1943, le contre-amiral Lee reçoit la Navy Cross pour cette action, et en avril 1943, il reçoit le commandement des cuirassés de la Flotte du Pacifique.

#### Dans le Pacifique central (novembre 1943-juillet 1944)

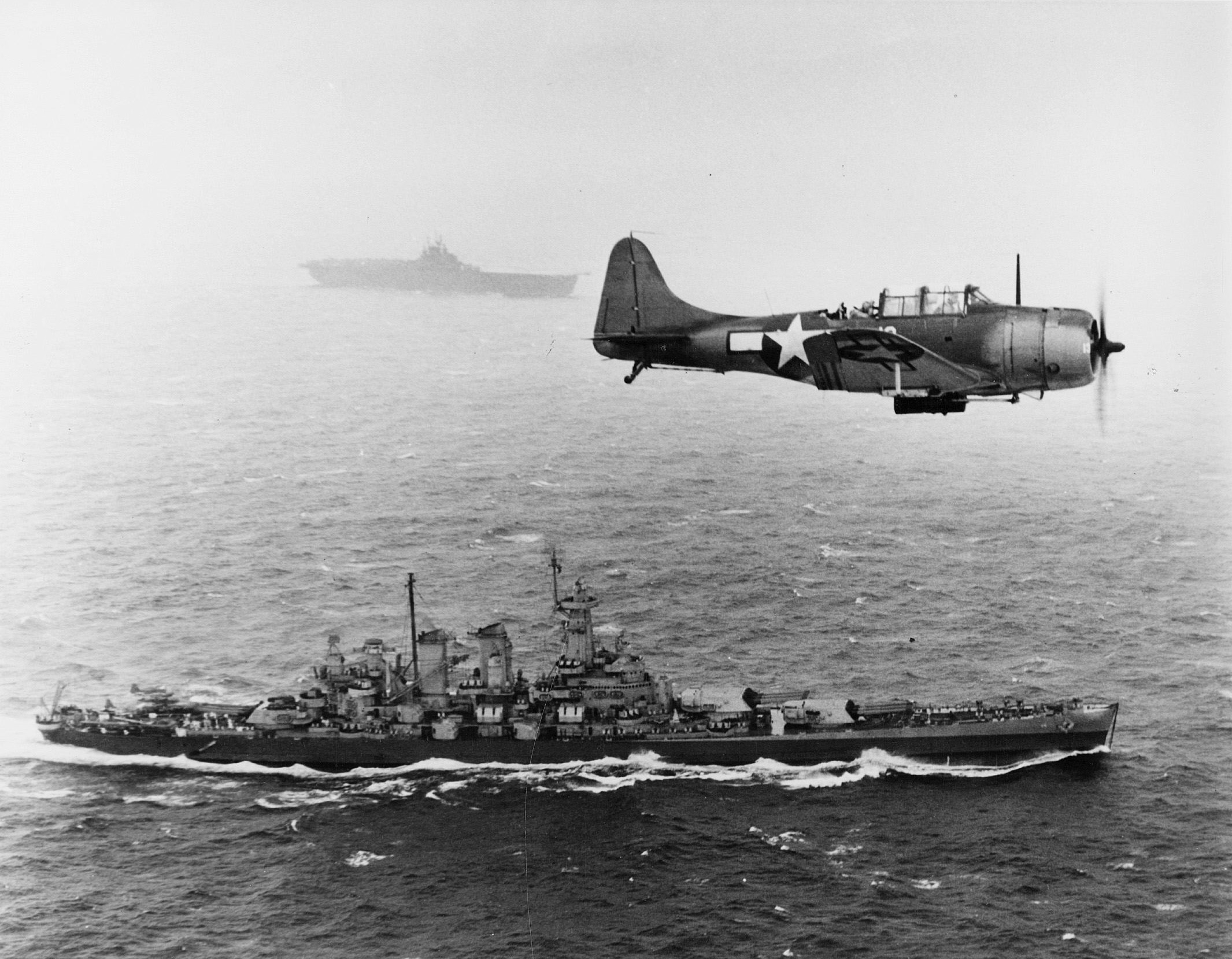
L'USS Washington, survolé par un bombardier “Dauntless”, avant l'attaque des îles Gilbert, le 12 novembre 1943. À l'arrière-plan, on distingue un porte-avions d'escadre

Après le débarquement aux îles Gilbert, en décembre 1943, au sein de la Task Force 50, les six cuirassés des classes North Carolina et South Dakota sont regroupés dans un Task Group 50.8, aux ordres du contre-amiral Lee, qui va aller bombarder Nauru. À l'attaque des îles Marshall, les cuirassés modernes renforcés par l'arrivée des cuirassés USS Iowa et New Jersey, sont répartis dans les différents Task Groups de la Task Force 58, nouvellement créée, qui ont pour objectifs les débarquements à Roi-Namur et Kwajalein (TU 58.1.3), Maloleap (TG 58.2), Eniwetok (TG 58.3). Mais le 2 février, les USS Washington et Indiana entrent en collision et doivent aller se faire réparer aux États-Unis. En février, le contre-amiral Lee reçoit le commandement d'un nouveau Task Group 50.9, réunissant six cuirassés qui va assurer la couverture de la Task Force 58 au cours du bombardement de Truk (opération Hailstone). Le contre-amiral Lee a reçu la Legion of Merit pour les actions menées de novembre 1943 à février 1944.

Les cuirassés modernes, aux ordres de Willis A. Lee, promu vice-amiral fin mars, couvrent les actions de bombardement des porte-avions rapides, au cours du printemps 1944, et notamment pour le bombardement et le débarquement de Hollandia sur la côte nord-est de la Nouvelle-Guinée (21-22 avril), puis sept cuirassés rassemblés dans un TG 58.7, bombardent Ponape, le 1er mai,. Pendant les bombardements préparatoires à l'attaque des îles Mariannes, les cuirassés modernes bombardent, le 13 juin, Saipan et Tinian. Le 18, le TG 58.7 est recréé, aux ordres du vice-amiral Lee, qui a sa marque sur l'USS Washington, revenu de réparation et qui remplace l'USS Massachusetts envoyé rénover son artillerie. L'approche de la Flotte Mobile japonaise est signalée dans l'ouest sud-ouest de Saipan, le vice-amiral Mitscher est d'avis d'aller l'affronter avec la TF 58. Mais l'amiral Spruance choisit une tactique défensive, il ordonne au vice-amiral Mitscher de donner priorité à la protection des forces américaines amphibies, et lui fait déployer les cuirassés du vice-amiral Lee en un écran de défense anti-aérienne à longue portée avec 136 pièces de 127 mm AA. Et c'est ainsi que les cuirassés modernes américains ont pris leur part au « grand tir aux dindons des Mariannes ». Pour les actions menées d'avril à juin 1944, il est décoré de la Navy Distinguished Service Medal.

#### À la bataille du golfe de Leyte
Fin août 1944, pour l'attaque des Philippines, l'amiral Halsey remplace l'amiral Spruance, et la Ve Flotte est renommée IIIe Flotte. Lorsque les forces japonaises approchent pour aller attaquer les force amphibies américaines qui ont débarqué dans le golfe de Leyte, la Task Force 38 comprend quatre Task Groups dont trois dans lesquels sont intégrés les cuirassés modernes.
- Dans le TG 38.2, du contre-amiral Bogan, au centre du dispositif, on trouve les USS Iowa  et New Jersey, ce dernier portant la marque de l'amiral Halsey,
- dans le TG.38.3, du contre-amiral Sherman, au nord, les USS Massachusetts et South Dakota,
- dans le TG.38.4, du contre-amiral Davison, au sud, les USS Washington et Alabama[17].

Le 24 octobre, après avoir attaqué, en mer de Sibuyan, les cuirassés et les croiseurs lourds de la “Force centrale” que commandait le vice-amiral Kurita, l'amiral Halsey, convaincu que la progression de la “Force Centrale” était enrayée, qu'il a coulé un cuirassé géant, et que les navires japonais ont fait demi-tour, décide de partir à la poursuite des porte-avions de la “Force du Nord”, commandée par le vice-amiral Ozawa, et il le fait avec toute la Task Force 38, se refusant à diviser ses forces. Au sein de la IIIe Flotte, certains, dont le vice-amiral Lee, pensaient qu'il eût fallu laisser des cuirassés garder le détroit de San-Bernardino, mais le vice-amiral Lee n'a pas particulièrement insisté, car selon lui: « Si vous dites à l'amiral Halsey de faire quelque chose, c'est la seule chose qu'il ne fera pas... À mon avis, cela a été la plus grosse bourde tactique de la guerre ».
Dans la soirée, l'amiral Halsey signale à l'amiral Nimitz et au vice-amiral Kinkaid, commandant la VIIe Flotte, qu'il a l'intention de constituer une nouvelle Task Force (TF 34), rassemblant tous les cuirassés et de grands croiseurs,. Dans l'esprit de l'amiral Halsey, cette Task Force a pour mission d'achever les porte-avions japonais avariés après les attaques que va leur porter l'aviation embarquée, aux ordres du vice-amiral Mitscher, mais le vice-amiral Kinkaid a cru comprendre que cette Task Force garderait le débouché du détroit de San-Bernardino, entre la mer de Sibuyan et la mer des Philippines.
Averti au début de la nuit que la “Force Centrale” japonaise avait atteint le détroit de San-Bernardino, l'amiral Halsey a considéré qu'il ne pouvait s'agir que de la manifestation de l'obstination japonaise à exécuter les ordres « à la Guadalcanal », et il a donné son accord au vice-amiral Mitscher, vers 2 h du matin, pour constituer la Task Force 34, avec une Ligne de Bataille de six cuirassés, aux ordres du vice-amiral Lee, et avec sept croiseurs et 18 destroyers, l'amiral Halsey assurant lui-même la coordination tactique de cette Force de Frappe de Surface Lourde.
Le 25 octobre, l'aviation embarquée américaine a commencé, dès le lever du soleil, vers 6 h 30, à préparer une première vague d'assaut, qui va mettre du temps à attaquer, car la “Force du Nord” n'est pas exactement là où la croyaient les officiers de renseignement de la IIIe Flotte américaine. Cette première attaque, qui se heurte à une intense Défense Contre Avions des navires d'escorte, mais trouve les porte-avions japonais sans appareils sur les ponts d'envol et sans chasseurs en l'air, va couler un porte-avions léger de la classe Chitose et immobiliser le second porte-avions de cette classe, endommager un troisième porte-avions léger, le Zuiho, ainsi que le grand porte-avions Zuikaku. Lorsque l'amiral Halsey apprend ces résultats, il signale par radio au vice-amiral Lee « Rapprochez vous de l'ennemi à 25 nœuds », et l'ennemi, dans l'esprit de William Halsey est au nord, pas au sud. Mais il a reçu déjà un messages alarmiste du vice-amiral Kinkaid, dont une unité de six porte-avions d'escorte et sept destroyers est en train de se faire canonner au large de l'île de Samar par une flotte de surface japonaise qui a débouché du détroit de San-Bernardino. Ce n'est que vers 9 h, que le vice-amiral Kinkaid, qui réclame à cor et à cri l'intervention des cuirassés, dont il pense qu'ils sont restés à garder le détroit de San-Bernardino, indique que cette force japonaise compte quatre cuirassés et huit croiseurs, c'est-à-dire à un cuirassé près, la force qui a été attaquée la veille en mer de Sibuyan, et que l'amiral Halsey pensait avoir laissée très amoindrie. L'amiral Halsey ordonne alors au vice-amiral McCain, dont le Task Group est le plus proche du golfe de Leyte, de lancer aussitôt que possible une attaque contre la force japonaise au large de Samar.
À 10 h, un message arrive de Pearl Harbor, l'amiral Nimitz demande « Où est la Task Force 34? », ce qui perturbe beaucoup l'amiral Halsey, car il croit y voir un reproche Vers 11 h, alors qu'une deuxième vague va partir contre les porte-avions japonais, les commandants des Task Groups reçoivent de l'amiral Halsey, l'ordre d'attaquer en priorité les navires qui ne sont pas endommagés, et de laisser les éclopés pour les finir plus tard. Peu après 11 h, une reconnaissance aérienne du Task Group 38.2 signale que trois porte-avions japonais sont immobilisés, à moins de 40 nautiques des cuirassés du vice-amiral Lee, mais à 11 h 15, l'amiral Halsey se résigne à arrêter la Task Force 34, qui reçoit ordre de virer de 180° et de mettre cap au sud.
Vers midi, la Task Force 34 a été dissoute en tant que commandement opérationnel, l'amiral Halsey a remis à disposition du vice-amiral Mitscher quatre croiseurs et dix destroyers qui faisaient initialement partie des TG 38.3 et 38.4, et a décidé de faire route avec le TG.2 du contre-amiral Bogan, et tous les cuirassés. Mais il a fallu d'abord reconstituer les pleins de mazout des destroyers d'escorte, et ce n'est que vers 16 h que l'amiral Halsey s'est lancé vers le sud à 28 nœuds avec finalement les deux cuirassés les plus rapides, les USS Iowa  et New Jersey, trois grands croiseurs légers et huit destroyers.
Pendant ce temps, le vice-amiral Mitscher, avec l'aviation embarquée des Task Groups 38.3 et 38.4, et un Task Group 30.3 de quatre croiseurs aux ordres du contre-amiral DuBose, a achevé les porte-avions du vice-amiral Ozawa, au large du cap Engaño.
Mais lorsque l'amiral Halsey est parvenu à proximité du détroit de San-Bernardino, peu après minuit, “la Force Centrale” japonaise l'avait déjà franchi depuis deux heures et les trois grands croiseurs légers, aux ordres du contre-amiral Whiting n'ont réussi à intercepter que de petites unités qui s'étaient attardées pour recueillir des rescapés japonais de la bataille au large de Samar, comme le destroyer Nowaki qui a disparu corps et biens vers 1 h 30 avec tous les rescapés du croiseur lourd Chikuma.
Au total, lancés d'abord à la poursuite de la “Force du Nord”, dans la nuit du 24 au 25 octobre, ce qui a découvert le détroit de San-Bernardin, puis de la “Force Centrale” japonaise, dans l'après-midi et la soirée du 25 octobre, les cuirassés rapides américains n'ont pas tiré un obus de leurs 54 canons de 406 mm au cours de la bataille du golfe de Leyte,.
Dans son style laconique, le vice-amiral Willis A. Lee, dans son rapport d'opérations en tant que commandant des cuirassés de la Flotte du Pacifique a conclu :

« Aucun dommage en bataille n'a été subi, ni n'a été infligé à l'ennemi, par les navires opérant en tant que  Task Force Trente-Quatre. »

Task Force 34 Action Report: October 6, 1944 – November 3, 1944

#### Face auxkamikaze

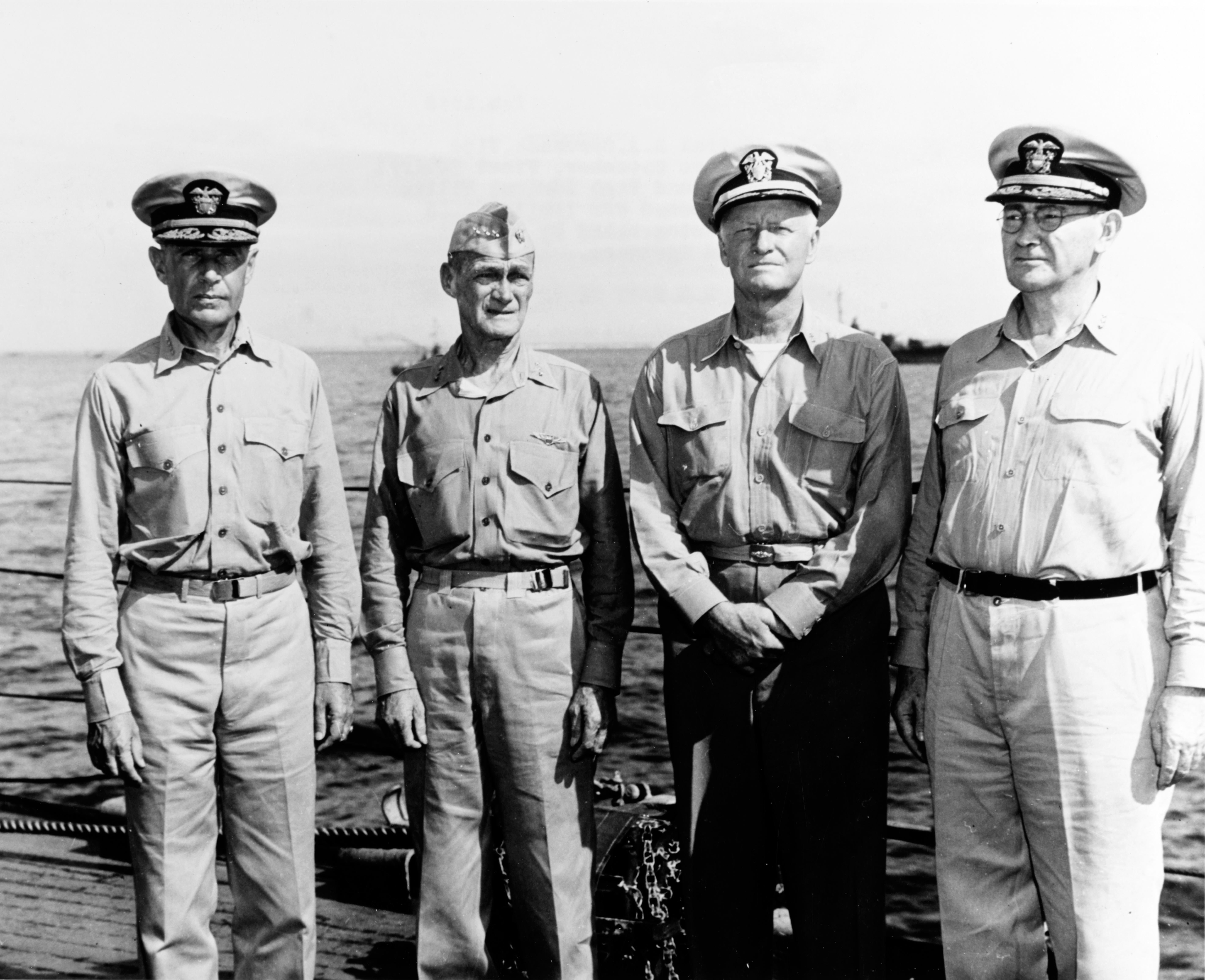
Le vice-amiral Lee, à droite, à côté de l'amiral de la Flotte Nimitz, avec l'amiral Spruance, et le vice-amiral Mitscher, sur le navire amiral, en février 1945

Pendant la campagne de reconquête des Philippines, puis à l'attaque d'Iwo Jima et d'Okinawa, les cuirassés rapides revinrent à leur fonction de navires de défense anti-aérienne des porte-avions rapides, qu'ils avaient connue depuis l'automne 1942 jusqu'à la bataille de la mer des Philippines. Mais cette fois, il s'agissait de s'opposer à l'aviation japonaise basée à terre, et en particulier aux kamikaze. La puissance de l'artillerie anti-aérienne des cuirassés rapides a fait en sorte que ceux-ci s'en sortirent plutôt mieux que les destroyers « piquets radar », ou les porte-avions.
En mai 1945, le vice-amiral Lee rentre aux États-Unis pour commander la Task Force 69, une unité spéciale de recherche pour la défense contre la menace kamikaze. Durant cette mission, le 25 août 1945, il meurt foudroyé par une crise cardiaque, sur son navire amiral, l'USS Wyoming, au large des côtes du Maine. Pour les actions qu'il a menées de juillet 1944 à mai 1945, il lui a été attribué à titre posthume une seconde citation pour Service Distingué de la Marine, et donc avec attribution d'une étoile sur le ruban de la Navy Distinguished Service Medal.
Il est enterré au cimetière d'Arlington.
Un destroyer portant son nom, l'USS Willis A. Lee (DL-4) a été en service dans l'U.S. Navy de 1952 à 1972.

## Famille
Le général Robert Lee est un parent éloigné de Willis A. Lee, qui est l'arrière-arrière-petit-fils du troisième procureur général des États-Unis, Charles Lee. Il se marie avec Mabelle Allen Elspeth (1894–1949) le 14 juillet 1919. Ils n'ont pas d'enfants.

### En anglais
- (en) C. Vann Woodward, The battle for Leyte Gulf, New York, Ballantine Books, 1947
- (en) Samuel Eliot Morison, The Struggle for Guadalcanal, August 1942 – February 1943, Boston, Little, Brown and Company, 1948 (OCLC 18472361)
- (en) Donald Macintyre, Famous fighting ships, London New York, Hamlyn, 1975, 160 p. (ISBN 978-0-600-35486-4, OCLC 941404025)
- (en) Ronald H. Spector, Eagle Against The Sun : The American War with Japan, 1985, 589 p. (ISBN 978-0-394-74101-7)
- (en) Richard B. Frank, Guadalcanal : The Definitive Account of the Landmark Battle, New York, Random House, 1990, 800 p. (ISBN 0-394-58875-4)

### En français
- Oliver Warner, Geoffrey Bennett, Donald G.F.W. Macyntire, Franck Uehling, Desmond Wettern, Antony Preston et Jacques Mordal (trad. de l'anglais), Histoire de la guerre sur mer : des premiers cuirassés aux sous-marins nucléaires, Bruxelles, Elsevier Sequoia, 1976 (ISBN 2-8003-0148-1)
- Antony Preston (trad. de l'anglais), Histoire des Porte-Avions, Paris, Fernand Nathan Éditeurs, 1980, 191 p. (ISBN 2-09-292040-5)
- Philippe Masson, Histoire des batailles navales : de la voile aux missiles, Paris, Éditions Atlas, 1983, 224 p. (ISBN 2-7312-0136-3)
- Bernard Ireland, Cuirassés du 20e siècle, St-Sulpice (Suisse), Éditions Airelles, 2004 (ISBN 2-88468-038-1)